# Llei de Moore

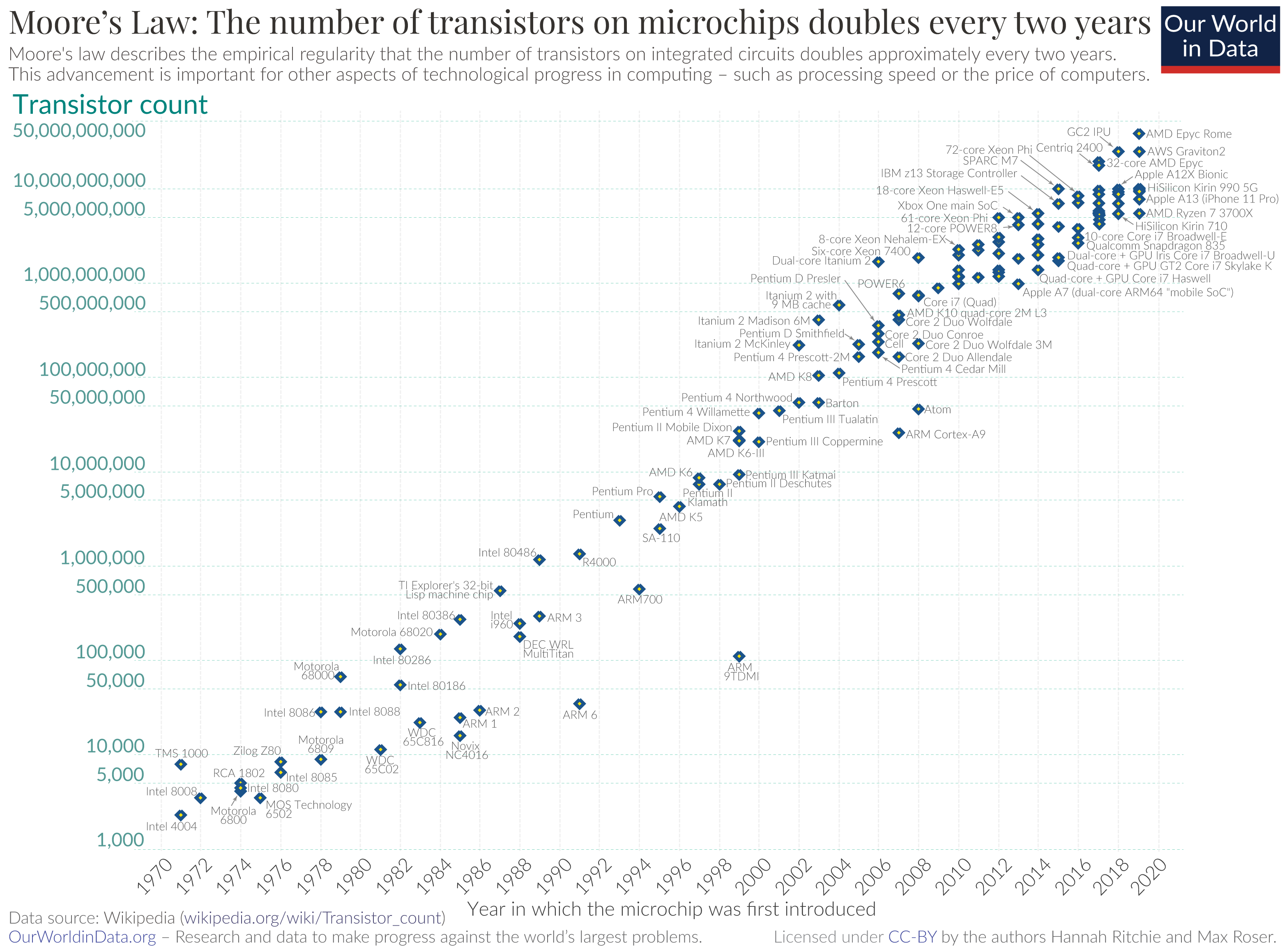
Dades històriques i llei de Moore.

L'anomenada Llei de Moore és l'observació que el nombre de transistors en un circuit integrat dens (IC en l'acrònim anglès) es duplica aproximadament cada dos anys. La Llei de Moore és una observació i projecció d'una tendència històrica. Més que una llei de la física, és una relació empírica vinculada a l'adquisició d'experiència en la producció de transistors, i als seus costos de producció.
L'observació porta el nom de Gordon Earle Moore, el cofundador de Fairchild Semiconductor i Intel (i antic conseller delegat d'aquesta última). En un escrit publicat el 19 d'abril de 1965, Moore va plantejar la duplicació anual del nombre de components per circuit integrat i va projectar aquesta taxa exponencial predient que serà d'aplicació almenys durant una dècada més. El 1975, de cara a la següent dècada, va revisar la previsió ajustant-la cada dos anys, que suposa una taxa de creixement anual composta (CAGR en l'acrònim anglès) del 41%. Tot i que Moore no va utilitzar proves empíriques per pronosticar que la tendència històrica continuaria, la seva predicció s'ha mantingut des del 1975 i des de llavors s'ha conegut com una "llei".
La predicció de Moore s'ha fet servir a la indústria dels semiconductors per guiar la planificació a llarg termini i per establir objectius per a la investigació i desenvolupament, funcionant així fins a cert punt com una profecia autocomplerta. Avenços en l'electrònica digital, com ara la reducció dels preus de l'ajustat per la qualitat del microprocessador, l'augment de la capacitat de memòria (RAM i flash), la millora dels sensors digitals, i fins i tot el nombre i la mida dels píxels a les càmeres digitals, estan fortament relacionats a la llei de Moore. Aquests canvis en curs en l'electrònica digital han estat una força impulsora del canvi tecnològic i social, la productivitat i el creixement econòmic.
Els experts del sector no han arribat a un consens sobre quan exactament deixarà d'aplicar-se la llei de Moore. Els arquitectes de microprocessadors informen que l'avenç dels semiconductors s'ha alentit a tota la indústria des del 2010, lleugerament per sota del ritme previst per la llei de Moore. El setembre de 2022, el CEO de Nvidia Jensen Huang va considerar morta la llei de Moore, mentre que el CEO d'Intel Pat Gelsinger era de la visió contrària.

## Origen
El text de Moore explica que:
“The complexity for minimum component costs has increased at a rate of roughly a factor of two per year. Certainly over the short term this rate can be expected to continue, if not to increase. Over the longer term, the rate of increase is a bit more uncertain, although there is no reason to believe it will not remain nearly constant for at least 10 years.”
(“ La complexitat dels costos mínims dels components ha augmentat a un ritme d'aproximadament un factor de dos per any. Sens dubte, a curt termini, es pot esperar que aquesta taxa continuï, si no que augmenti. A llarg termini, el ritme d'augment és una mica més incert, tot i que no hi ha motius per creure que no es mantindrà gairebé constant durant almenys 10 anys.”)
Per tant, es tracta d'una observació que lliga la capacitat d'incloure components amb el cost de fer-ho.

## Extrapolacions
A vegades s'anomena així a la duplicació dels transistors cada 18 mesos, però aquesta confusió és deguda per la predicció que va fer l'executiu d'Intel David House, la qual diu que el rendiment dels xips es doblaria cada 18 mesos, no només per la duplicació dels transistors sinó també per la millora de velocitat dels transistors utilitzats.
Des que va aparèixer la Llei de Moore, s'ha pogut comprovar la seva veracitat i ha sigut utilitzada per la indústria dels semiconductors amb la finalitat de millorar tant els seus plans d'empresa com els seus objectius d'investigació i desenvolupament.
Molts dels avanços en la tecnologia digital en l'ús domèstic s'han vinculat a la Llei de Moore, la qual ha fet possible l'ajustament acurat dels preus dels microprocessadors any rere any. A mesura que la tecnologia millora ajustant-se a la predicció nomenada per Moore, la tecnologia inventada queda obsoleta cada dos anys i, per tant, el seu preu disminueix dràsticament respecte al preu de llançament. Això implica un creixement enorme no només en l'àmbit tecnològic, d'investigació i de productivitat, sinó també un creixement econòmic i un canvi social important.
Tot i que la taxa es va mantenir constant des del 1975 fins al voltant del 2012, la taxa va ser més ràpida durant la primera dècada. En general, és il·lògic extrapolar aquesta taxa de creixement històrica al futur indefinit. Per exemple, l'actualització feta l'any 2010 per la International Technology Roadmap for Semiconductors va predir que el creixement es reduiria sobre l'any 2013, i al 2015 el mateix Gordon Moore va preveure que la taxa arribaria a la seva saturació "veig la llei de Moore acabar en la pròxima dècada més o menys."
Intel va declarar l'any 2015 que el ritme d'avanç es va desaccelerar, començant per l'amplada de 22nm al voltant del 2012 i continuant als 14nm. Brian Krzanich, exdirector general d'Intel, va anunciar: "la nostra cadència actual és més propera als dos anys i mig que als dos." Intel també va afirmar al 2017 que l'hiperescalament (hyperscalling) podria fer continuar la tendència de la llei de Moore i compensar la cadència més gran fent "scalling" en comptes de realitzar la duplicació de transistors. Krzanich va citar la revisió de Moore de 1975 com un precedent de la desacceleració actual, que resulta dels reptes tècnics i és "una part natural de la història de la llei de Moore".
Actualment s'aplica a ordinadors personals. No obstant això, quan es va formular no existien els processadors, inventats el 1971, ni els ordinadors personals, popularitzats en els anys 80. En el moment d'escriure l'article que va originar la seva llei, Moore era director dels laboratoris de Fairchild Semiconductor. Més tard, a l'estiu de 1968, va crear Intel juntament amb Robert Noyce, un dels seus companys en ambdues empreses.

## Història
Abans que Gordon Moore escrigués sobre la que ara coneixem com a Llei de Moore, ja s'havia plantejat una idea similar. L'any 1959, Douglas C. Engelbart es va adonar que els circuits electrònics haurien de ser cada cop més petits i, per tant, la densitat de transistors augmentaria. Aquest mateix any, Douglas C. Engelbart va publicar un document anomenat “Microelectronics and the Art of Similitude”, i l'any 1960 va explicar les seves idees en la Conferència Internacional de Circuits en Philadelphia, on Gordon Moore també va assistir.
L'any 1965, la revista Electronics va demanar a Gordon Moore una predicció de com seria la indústria dels components semiconductors en els pròxims deu anys. Com a resposta, Gordon Moore va publicar l'article anomenat “Cramming more components onto integrated circuits”. Segons el Senyor Moore, deu anys després, l'any 1975, seria possible tenir 65.000 components en un sol semiconductor.
A la trobada de l'IEEE International Electron Devices de l'any 1975, Moore va revisar la taxa de previsió. La complexitat dels semiconductors continuaria duplicant-se anualment fins al voltant de 1980, on després es reduiria a una taxa de duplicació aproximadament de cada dos anys. Ell va mostrar diversos factors que contribuirien a aquest comportament exponencial:
- Les mides dels motlles augmentaven a un ritme exponencial i, a mesura que disminuïen les densitats defectuoses, els fabricants de xips podien treballar amb àrees més grans sense perdre rèdit;
- evolució simultània a unes dimensions mínimes més fines;

- i el que Moore va anomenar "intel·ligència de circuit i dispositiu".

Poc després de 1975, el professor de Caltech, Carver Mead, va popularitzar el terme "llei de Moore".
Malgrat una concepció errònia popular, Moore considera que no va predir una duplicació "cada 18 mesos". Més aviat, David House, un col·lega d'Intel, tenia en compte l'augment del rendiment dels transistors per concloure que els circuits integrats es duplicarien en els seus resultats cada 18 mesos.

### Segona llei de Moore
Mentre el cost de la potència informàtica per al consumidor disminueix, el cost perquè els productors compleixin la llei de Moore segueix una tendència oposada: els costos d'investigació i desenvolupament, fabricació i proves han augmentat constantment amb cada nova generació de xips. L'augment dels costos de fabricació és una consideració important per al manteniment de la llei de Moore. Això va portar a la formulació de la segona llei de Moore, també anomenada llei de Rock, que explica com el cost del capital d'una fàbrica de semiconductors també augmenta de manera exponencial al llarg del temps.

## Aplicació
"A Intel vam treballar intensament per assegurar-nos que la Llei de Moore continuï guiant a la nostra indústria en el futur. Ja hem visualitzat els pròxims 10 a 15 anys d'avenços en els nostres laboratoris d'investigació", va observar Craig Barrett, executiu en cap de Intel Corporation. "Anticipem no només avanços continus en els sectors tradicionals de la computació i les comunicacions, sinó que també veiem un futur en el qual la tecnologia dels semiconductors revolucionarà la indústria de l'atenció a la salut, la forma que eduquem als nostres fills, la forma de protegir-nos a nosaltres mateixos i a l'ambient, i el maneig de la nostra vida quotidiana en un món més complex. Els xips de silici (que el ritme de la Llei de Moore fa cada vegada més poderosos) continuaran oferint aquests recursos en un futur a persones de tot el món a un cost cada vegada més baix".

## Què és la Llei de Moore?
El 19 d'abril de 1965, es va publicar un document elaborat per Gordon Moore en el qual ell anticipava que la complexitat dels circuits integrats es duplicaria cada any amb una reducció de cost molt important. Coneguda com la Llei de Moore. La llei de Moore és una observació o predicció, no una llei física o natural. La seva predicció ha fet possible la proliferació de la tecnologia en tot el món, i avui s'ha convertit en el motor del ràpid canvi tecnològic. Moore va actualitzar la seva predicció en 1975 per a assenyalar que el nombre de transistors en un xip es duplica cada dos anys i això es continua complint avui. A més de projectar com augmenta la complexitat dels xips (mesura per transistors continguts en un xip de computador), la Llei de Moore suggereix també una disminució dels costos. A mesura que els components i els ingredients de les plataformes amb base de silici creixen en compliment es tornen exponencialment més econòmics de produir i, per tant, més abundants, potents i transparentment integrats en les nostres vides diàries. Els microprocessadors d'avui es troben a tot arreu, des de joguines fins a semàfors per al trànsit. Una targeta de felicitació musical que costa uns quants euros avui, té més poder de còmput que els mainframes més ràpids de fa unes dècades.

## Principals factors habilitadors

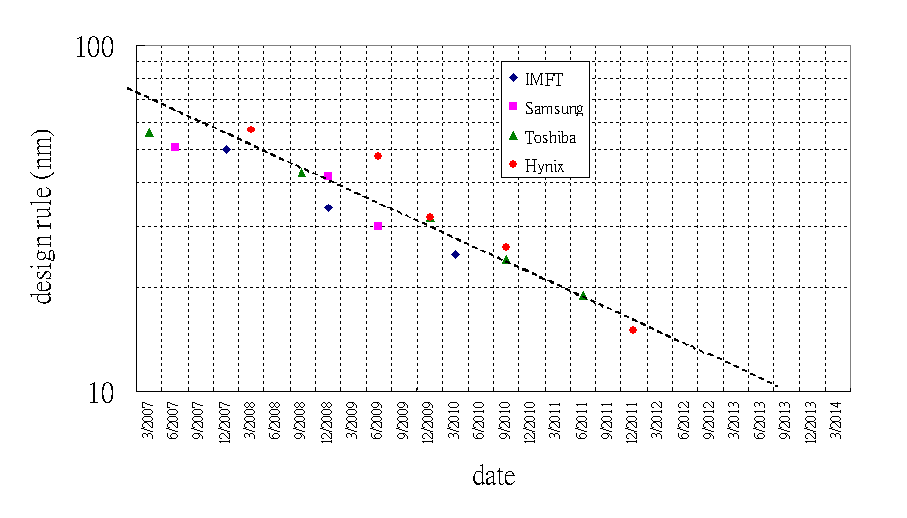
La tendència d'escalat de la memòria flash NAND permet duplicar els components fabricats a la mateixa zona d'obleas en menys de 18 mesos.

Nombroses innovacions de científics i enginyers han sostingut la llei de Moore des del començament de l'era del circuit integrat (IC). Algunes de les innovacions clau es detallen a continuació, com a exemples d'avanços que tenen una tecnologia de circuit integrat avançada en més de set ordres de magnitud en menys de cinc dècades:
- La principal contribució, que és la raison d'être per a la llei de Moore, és la invenció del circuit integrat, atribuït contemporàniament a Jack Kilby a Texas Instruments[24] i Robert Noyce a Fairchild Semiconductor.[25]
- La invenció del procés complementari de metall-òxid-semiconductor (CMOS) a càrrec de Frank Wanlass el 1963,[26] i una sèrie d'avanços en la tecnologia CMOS per part de molts treballadors del camp dels semiconductors des del treball de Wanlass, han permès l'extremadament dens i d'alt rendiment CI que la indústria fabrica avui en dia.
- La invenció de la tecnologia de memòria dinàmica d'accés aleatori (DRAM) de Robert Dennard a IBM el 1967[27] va permetre fabricar cel·les de memòria d'un sol transistor i la invenció de la memòria flash de Fujio Masuoka a Toshiba en la dècada de 1980 va generar memòria de baix cost i d'alta capacitat per a diversos productes electrònics.[28][29][30]
- La invenció de fotoresistents amplificats químicament per Hiroshi Ito, C. Grant Willson i J. M. J. Fréchet a IBM c. 1980[31][32][33] que era 5-10 vegades més sensible a la llum ultraviolada. IBM va introduir fotoresistents amplificats químicament per a la producció de DRAM a mitjan anys vuitanta.[34][35]
- La invenció de la fotolitografia de làser d'UV extrema per part de Kanti Jain[36] a IBM c.1980[37][38][39] ha permès reduir les minúscules característiques dels IC a 800 nanòmetres per 1990 i fins a 10 nanòmetres el 2016.[40] Anteriorment, els làsers excimers havien estat utilitzats principalment per dispositius de recerca des del seu desenvolupament en la dècada de 1970.[41][42] Des d'una perspectiva científica més àmplia, la invenció de la litografia làser excímer ha estat destacada com una de les fites més importants de la història de 50 anys del làser.[43][44]
- Les innovacions d'interconnexió de finals de la dècada de 1990, incloent la planificació de poliment químic-mecànic o la planarització mecànica química (CMP), l'aïllament de les trinxeres i les interconnexions de coure (encara que no directament un factor en la creació de transistors més petits) han permès millorar el rendiment de l'oblia, un espai més proper entre els dispositius i una menor resistència elèctrica.[45][46][47]

L'any 2001 els experts predeien que la llei de Moore continuaria durant diverses generacions de xips de semiconductors. Depenent del temps de duplicació utilitzat en els càlculs, això podria significar fins a un cent per cent d'augment en el recompte de transistors per xip en una dècada. Els experts de la indústria de semiconductors utilitzen un temps de duplicació de tres anys per als microprocessadors, cosa que suposa un augment de deu vegades durant la pròxima dècada. Intel va informar el 2005 afirmant que la reducció de mida dels xips de silici amb bona economia podia continuar durant la pròxima dècada i el 2008 com a predicció de la tendència a través de 2029.

### Tendències futures

Una simulació atòmica per a la densitat electrònica com la tensió de la porta (Vg) varia en un MOSFET nanofàsic. El voltatge del llindar és de 0,45 V. Els MOSFETs de Nanowire es troben al final del mapa de ruta ITRS per a dispositius d'escalat inferiors a 10 nm de longitud de la porta. Un FinFET té tres costats del canal cobert per la porta, mentre que alguns transistors de nansa tenen estructura de porta, tot proporcionant un millor control de la porta.

Un dels reptes clau de l'enginyeria dels futurs transistors de nanoescala és el disseny de portes. A mesura que es redueix la dimensió del dispositiu, el control del flux actual en el canal prim és cada vegada més difícil. En comparació amb FinFETs, que tenen una porta dielèctrica a tres costats del canal, l'estructura gate-all-around té un control de porta cada vegada millor.
- El 2008, els investigadors dels laboratoris de Hewlett-Packard van anunciar un memristor de treball, un quart element bàsic del circuit passiu l'existència de la qual havia estat prèviament teoritzada. Les propietats úniques del memristor permeten la creació de dispositius electrònics més petits i de millor rendiment.[51]
- El 2010, els investigadors de l'Institut Nacional Tyndall de Cork (Irlanda) van anunciar un transistor sense juntes. Una porta de control embolicada al voltant d'un nanocable de silici pot controlar el pas dels electrons sense l'ús de connexions o dopatge. Diuen que aquestes es poden produir a escala de 10 nanòmetres utilitzant les tècniques de fabricació existents.[52]
- El 2011, els investigadors de la Universitat de Pittsburgh van anunciar el desenvolupament d'un transistor d'un sol electró, d'1,5 nanòmetres de diàmetre, fabricat amb materials basats en òxid. Tres "cables" convergeixen en una "illa central" que pot albergar un o dos electrons. Els electrons travessen l'illa per anar d'un cable a un altre. Les condicions del tercer cable produeixen propietats conductores diferents, inclosa la capacitat del transistor per actuar com a memòria d'estat sòlid.[53] Els transistors de nanocable fomenten la creació d'ordinadors microscòpics.[54][55][56]
- L'any 2012, un equip de recerca de la Universitat de Nova Gal·les del Sud va anunciar el desenvolupament del primer transistor que consisteix en un únic àtom situat exactament en un cristall de silici (no només escollit d'una gran mostra de transistors aleatoris).[57] La llei de Moore va preveure que aquesta fita no arribaria als circuits integrats abans de 2020.
- L'any 2014, bioenginyers de la Universitat Stanford van desenvolupar un circuit modelat sobre el cervell humà. Setze xips "Neurocore" simulen un milió de neurones i milers de milions de connexions sinàptiques, que són 9.000 vegades més ràpides i més eficients energèticament que un ordinador personal típic.[58]
- L'any 2015, IBM va demostrar xips de node de 7nm amb transistors de silici-germani produïts amb fotolitografia ultraviolada extrema (EUVL). La companyia creu que aquesta densitat de transistors seria quatre vegades superior a la dels actuals xips de 14 nm.[59]
- El 2015, Intel i Micron van anunciar 3D XPoint, una memòria no volàtil significativament més ràpida, amb una densitat similar en comparació amb NAND. La seva producció havia de començar el 2016, però es va retardar fins al segon semestre del 2017.[60][61][62]
- L'any 2017, Samsung va combinar la seva tecnologia V-NAND amb eUFS 3D IC stacking per produir un xip de memòria flaix de 512 GB, amb vuit V-NAND apilats de 64 capes.[63]
- El 2019, Samsung va produir un xip flash d'1 TB amb vuit V-NAND apilats de 96 capes, juntament amb tecnologia de cèl·lula de quatre bits per transistor (el recompte de transistors més alt de qualsevol xip IC).[64]
- Al maig de l'any 2021, IBM anuncia la creació del primer xip informàtic de 2 nm, amb parts suposadament més petites que l'ADN humà.[65]

Tot i que s'han arribat a certs límits físics en l'ampliació de transistors encara existeixen noves vies per ajustar. La més prometedora es basa en l'ús de l'estat de l'espín de l'espinelectrònica, de les unions de túnels i del confinament avançat dels materials de canal mitjançant la geometria de nanofils. Una exhaustiva llista de dispositius disponibles per escollir demostra que hi ha una àmplia gamma d'opcions de dispositius que fan possible continuar la llei de Moore en les pròximes dècades. La lògica basada en l'espín està sent desenvolupada activament tant en laboratoris industrials com en laboratoris acadèmics.

### Recerca de materials alternatius
La gran majoria dels transistors actuals dels circuits integrats es componen principalment de silici dopat i dels seus aliatges. Com que el silici es fabrica en transistors de nanòmetre únic, els efectes del canal curt canvien les propietats desitjades del material del silici com a transistor funcional. A continuació es presenten diversos substituts no siliciosos en la fabricació de transistors de nanòmetres petits.
Un dels materials proposats és l'arsenur d'indi-gal·li. En comparació amb els seus homòlegs de silici i germani, els transistors d'arsenur d'indi-gal·li són més prometedors per a futures aplicacions lògiques de gran velocitat i baix consum. A causa de les característiques intrínseques dels compostos semiconductors III-V, els transistors de pou quàntic i efecte túnel basats en arsenur dindi-gal·li s'han proposat com a alternatives als dissenys MOSFET més tradicionals.
- El 2009, Intel va anunciar el desenvolupament de transistors de pou quàntic d'arsenur d'indi-gal·li de 80 nanòmetres. Els dispositius de pou quàntic contenen un material intercalat entre dues capes de material amb una bretxa de banda més àmplia. Tot i ser el doble de la grandària dels transistors de silici pur en aquella època, la companyia va informar que el seu rendiment era semblant mentre consumien menys energia.[69]
- El 2011, els investigadors d'Intel van mostrar transistors tri-gate 3-D d'arsenur d'indi-gal·li amb característiques de fuites millorades en comparació amb els dissenys tradicionals. La companyia afirma que el seu disseny va aconseguir la millor electroestàtica de qualsevol transistor de semiconductors compost per III-V.[70] A la Conferència Internacional de Circuits d'Estat sòlid de 2015, Intel va esmentar l'ús de compostos III-V basats en aquesta arquitectura per al seu node de 7 nanòmetres.[71][72]
- El 2011, investigadors de la Universitat de Texas a Austin van desenvolupar transistors d'efecte túnel d'arsenur d'indi-gal·li capaços de superar els corrents de funcionament dels dissenys anteriors. Els primers dissenys TFET III-V van ser demostrats el 2009 per un equip conjunt de la Universitat de Cornell i la Universitat Estatal de Pennsylvania.[73][74]
- El 2012, un equip dels Laboratoris de Tecnologia de Microsistemas del MIT va desenvolupar un transistor de 22 nm basat en arsenur d'indi-gal·li que, en aquell moment, era el transistor sense silici més petit mai construït. L'equip utilitzava tècniques que actualment es fan servir en la fabricació de dispositius de silici i tenia com a objectiu un millor rendiment elèctric i una reducció a escala de 10 nanòmetres.[75]

La investigació també està mostrant com les microcèl·lules biològiques són capaces d'una impressionant potència computacional mentre són eficients energèticament.
S'estan estudiant diverses formes de gragé per a l'electrònica del grafè. Els transistors de nanoribbon de grafè han demostrat ser una gran esperança des de la seva aparició a les publicacions de 2008. (El grafit té una banda prohibida de zero i, per tant, no es pot utilitzar en transistors a causa de la seva conductivitat constant y incapacitat d'apagar-se. Les vores en ziga-zaga dels nanoribons introdueixen estats d'energia localitzats a les bandes de conducció i valència i, per tant a una banda prohibida que permet canviar quan es fabrica com a transistor. Per exemple, un GNR típic de 10 nm d'ample té una energia desitjable de banda de 0.4eV). Caldrà realitzar més investigacions, no obstant això, en capes de grafè de menys 50 nm, ja que augmenta el seu valor de resistivitat i, per tant, la mobilitat d'electrons disminueix.

## La Llei de Moore en perspectiva[calcitació]
La Llei de Moore no és una llei en el sentit científic, sinó més aviat una observació, i ha assentat les bases de grans salts de progrés.
El 2004 la indústria dels semiconductors va produir més transistors (i a un cost més baix) que la producció mundial de grans d'arròs, segons la Semiconductor Industry Association (Associació de la Indústria dels Semiconductors) dels Estats Units. El 1978, un vol comercial entre Nova York i París costava prop de 900 dòlars i trigava 7 hores. Si s'haguessin aplicat els mateixos principis de la Llei de Moore a la indústria de l'aviació comercial de la mateixa forma que s'han aplicat a la indústria dels semiconductors des de 1978, aquest vol hauria costat prop d'un cèntim de dòlar i hauria trigat menys d'1 segon a realitzar-se.

## Futur
L'abril de 2005, Gordon Moore va assenyalar en una entrevista que la projecció no es podria mantenir indefinidament: "No pot continuar per sempre. La naturalesa dels exponencials és que els treus i finalment es produeix un desastre". Tot i que és difícil preveure fins quan aquesta pugui deixar de complir-se, molts experts, incloent-hi Gordon Moore, estimen que acabarà al voltant de l'any 2025. A més, hi ha diverses barreres amb les quals es podria topar:

De primeres es podria topar amb una barrera tecnològica, ja que els transistors cada cop són més petits. Els transistors d'avui en dia són de mida microscòpica (només alguns nanòmetres), però eventualment no es podran fer molt més petits a causa del principi d'incertesa de Heisenberg. El mateix Moore també va parlar sobre aquest tema:
Pel que fa a la mida [dels transistors], podeu veure que ens apropem a la mida dels àtoms, que és una barrera fonamental, però passaran dues o tres generacions abans d'arribar fins allà. Tenim altres 10 a 20 anys abans d'arribar a un límit fonamental. Aleshores podran fer xips més grans i tenir pressupostos de transistors en milers de milions.
Si no arribem a una barrera tecnològica potser arribem a una econòmica. Ja no sortira a compte produir transistors més petits i es pararà de desenvolupar.
El 2016 el International Technology Roadnmap for Semiconductors, després d'utilitzar la llei de Moore per impulsar la indústria des de 1998, va produir el seu full de ruta final. Ja no va centrar el seu pla de recerca i desenvolupament en la llei de Moore. En lloc d'això, va esbossar el que es podria anomenar l'estratègia More than Moore, en la qual les necessitats d'aplicacions condueixen el desenvolupament de xips, en lloc de centrar-se en l'escalat de semiconductors. Els controladors d'aplicacions van des dels telèfons intel·ligents fins a la IA als centres de dades.
Una nova iniciativa per a un full de ruta més generalitzat es va iniciar a través de la iniciativa de IEEE Rebooting Computing, nomenada International Roadmap for Devices and Systems (IRDS).

## Rellevància
En l'era d'ordinadors personals el mercat ha sigut dominat per la sensació de necessitar l'ordinador més potent disponible. Però aquest comportament està canviant. Molts consumidors només fan servir els seus ordinadors per navegar per la xarxa o mirar els seus correus electrònics. Aquestes aplicacions no necessiten capacitat de càlcul alt.
Una altra raó perquè els PC no necessiten ser més potents és pel creixement de popularitat de cloud computing. On la càrrega computacional és traslladada a xarxes d'ordinadors. Els usuaris poden accedir a les aplicacions a través d'Internet. Això treu la necessitat de tenir ordinadors personals potents per aprofitar-se del cloud computing.